# دومنغو إلياس
دومنغو إلياس (بالإسبانية: Domingo Elías)‏ ولد في 9 ديسمبر 1805 في مدينة إيكا وتوفي في 3 ديسمبر 1867 في العاصمة ليما، سياسي وثوري من البيرو. تولّى الرئاسة من 17 يونيو حتى 10 يوليو 1844 خلال حقبة الحرب الأهلية.